# Алкобаський монастир
39°32′54″ пн. ш. 8°58′48″ зх. д. / 39.548333333333° пн. ш. 8.98° зх. д.
Алкоба́ський монасти́р (порт. Mosteiro de Alcobaça), або Алкоба́ський монасти́р свято́ї Марі́ї (порт. Mosteiro de Santa Maria de Alcobaça) — колишній католицький монастир у Португалії, в місті Алкобаса. Заснований 1153 року першим португальським королем Афонсу І. Належав Цистеріанському ордену. Збудований у 1178—1223 роках в готичному стилі. Частково розбудовувався у XVI столітті в мануелському стилі та в XVIII столітті у стилі бароко. Користувався патронатом монаршого дому Португалії протягом усієї своєї історії. Головний храм — церква святої Марії (1252), найбільший християнський храм країни. Мав велику бібліотеку, архів якої частково зберігається у Національній бібліотеці Португалії. Зазнавав руйнувань внаслідок Лісабонського землетрусу (1755), Піренейської війни, заборони Цистеріанського ордену (1834). Одна з найбільших і найважливіших португальських християнських обителей нарівні з Коїмбрським монастирем Святого Хреста. Національна пам'ятка Португалії (1910). Об'єкт Світової спадщини ЮНЕСКО в Португалії (з 1989).

## Назви
- Алкоба́ський монасти́р (порт. Mosteiro de Alcobaça) — скорочена назва.
- Алкоба́ський монасти́р свято́ї Марі́ї (порт. Mosteiro de Santa Maria de Alcobaça) — офіційна назва.
- Алкоба́ське королі́вське аба́тство свято́ї Марі́ї (порт. Real Abadia de Santa Maria de Alcobaça) — офіційна назва абатства.

## Історія

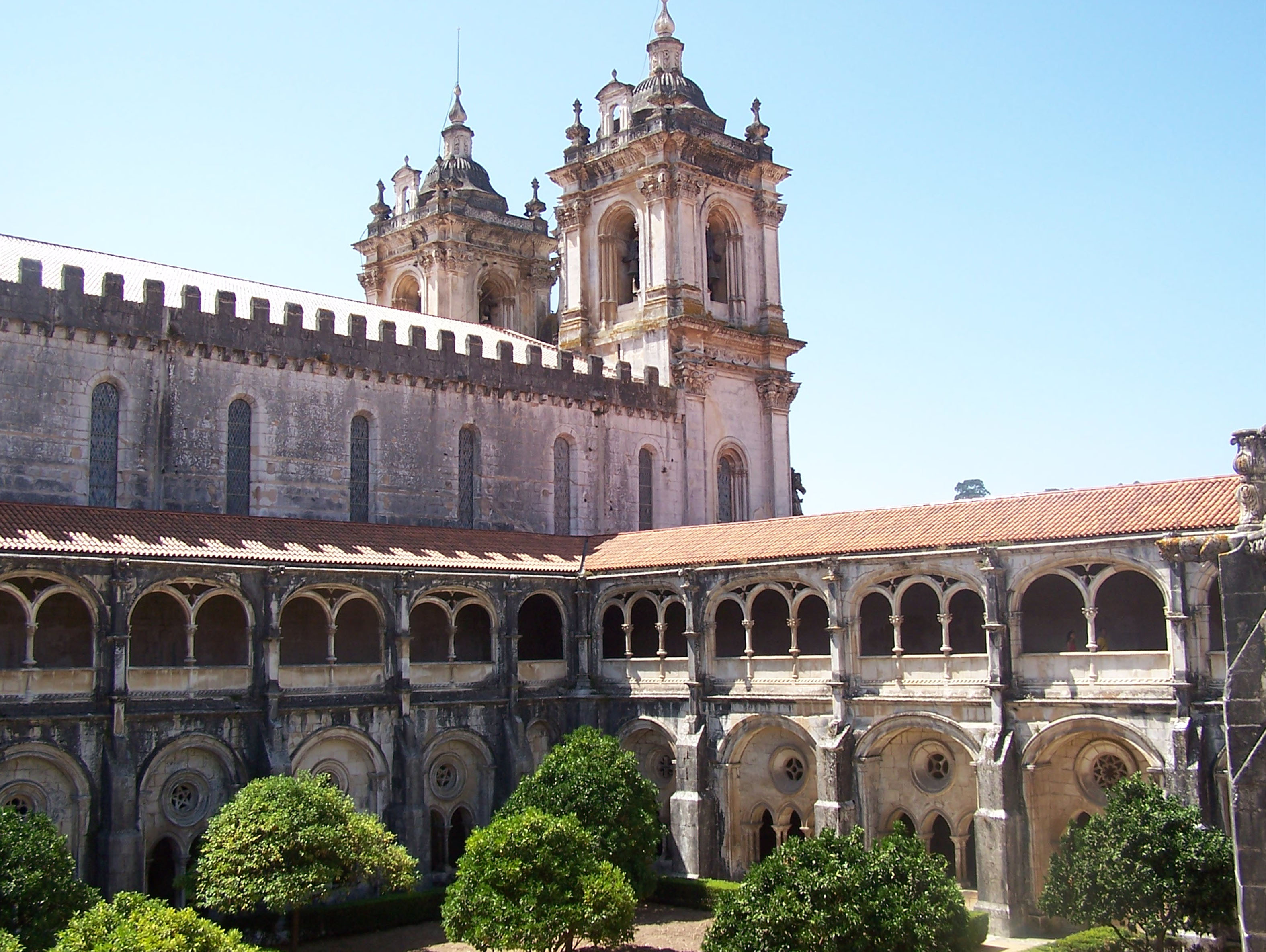
Клуатр

1153 року португальський король Афонсу І дарував святому Бернарду Клервоському землю під Алкобаський монастир. Нова обитель мусила слугувати форпостом християнства і португальської корони у землях, нещодавно відвойованих у маврів у ході Реконкісти. Король дарував його Ордену цистеріанців як подяку Богові за перемогу над мусульманами під Сантареном у березні 1147 року.
1178 року розпочалося будівництво Алкобаського монастиря і його головного храму — церкви святої Марії. Основні будівлі обителі завершили 1223 року, а храм — 1252 року. Наприкінці ХІІІ століття король Дініш І прибудував так званий Клуатр Тиші. Монастирська церква святої Марії була й залишається найбільшим християнським храмом у країні. Споруди монастиря, зведені на взірець французького Клервоського абатства, були першими зразками готичної архітектури в Португалії.
Алкобаський монастир став одним із найбільших культурно-наукових центрів Піренейського півострова. Тут були написані основні хроніки з історії Португалії. 1269 року при обителі відкрилася школа. Ченці-цистеріанці займалися освоєнням цілинних земель, допомагали розвивати землеробство та господарство регіону. Бібліотека Алкобаського монастиря була однією з найкращих у країні, мала багату колекцію середньовічних книг і рукописів (її пограбували французи в 1810 році під час Піренейської війни та португальські мародери в 1834 році після заборони чернечих орденів у Португалії). З ХХ століття книжкові скарби обителі зберігаються в Національній бібліотеці в Лісабоні.
У XIII—XIV століттях Алкобаський монастир перебував під особливою опікою португальських королів. Тут були поховані Афонсу ІІ з Урракою та Афонсу ІІІ з Беатрисою. У монастирській церкві також збереглися величні готичні гробниці короля Педру І та його коханки Інес де Кастро. Гробниці останніх двох, замовлені королем Педру І ще за життя, вважаються найкращими зразками готичної скульптури в Португалії.
У XVI столітті, за правління короля Мануела І, Алкобаський монастир частково перебудували у пізньоготичному мануелському стилі. До клуатру додали другий поверх і нову захристію, чернечий гуртожиток поділили на індивідуальні келії. У XVIII столітті монастирський ансамбль знову розширили, розбудувавши у бароковому стилі. У цей час були збудовані новий клуатр та вежі церкви. Інтер'єр монастиря та храму прикрасили скульптурами та кольоровою плиткою. Наприкінці того ж століття в неоготичному стилі був збудований Королівський пантеон, де розміщені гробниці Афонсу ІІ та Афонсу ІІІ з дружинами та інфантами.
За свою історію Алкобаський монастир декілька разів зазнавав руйнувань. Так, Лісабонський землетрус 1755 року знищив частину захристії та деякі господарські будівлі. Великих збитків завдали французи у 1800-х роках у часи Наполеонівських війн: вони пограбували бібліотеку, гробниці, викрали частини церковного інтер'єру. 1834 року португальський уряд розпустив монастир, внаслідок чого цистеріанці були змушені покинути обитель, яка після того страждала від місцевих мародерів.
1910 року Алкобаський монастир отримав статус національної пам'ятки. 16 серпня 1957 року він увійшов до особливої заповідної зони, а 1989 року став об'єктом Світової спадщини ЮНЕСКО. Відтоді монастир перетворилася на одну з головних туристичних принад Португалії.

## Галерея

План монастиря
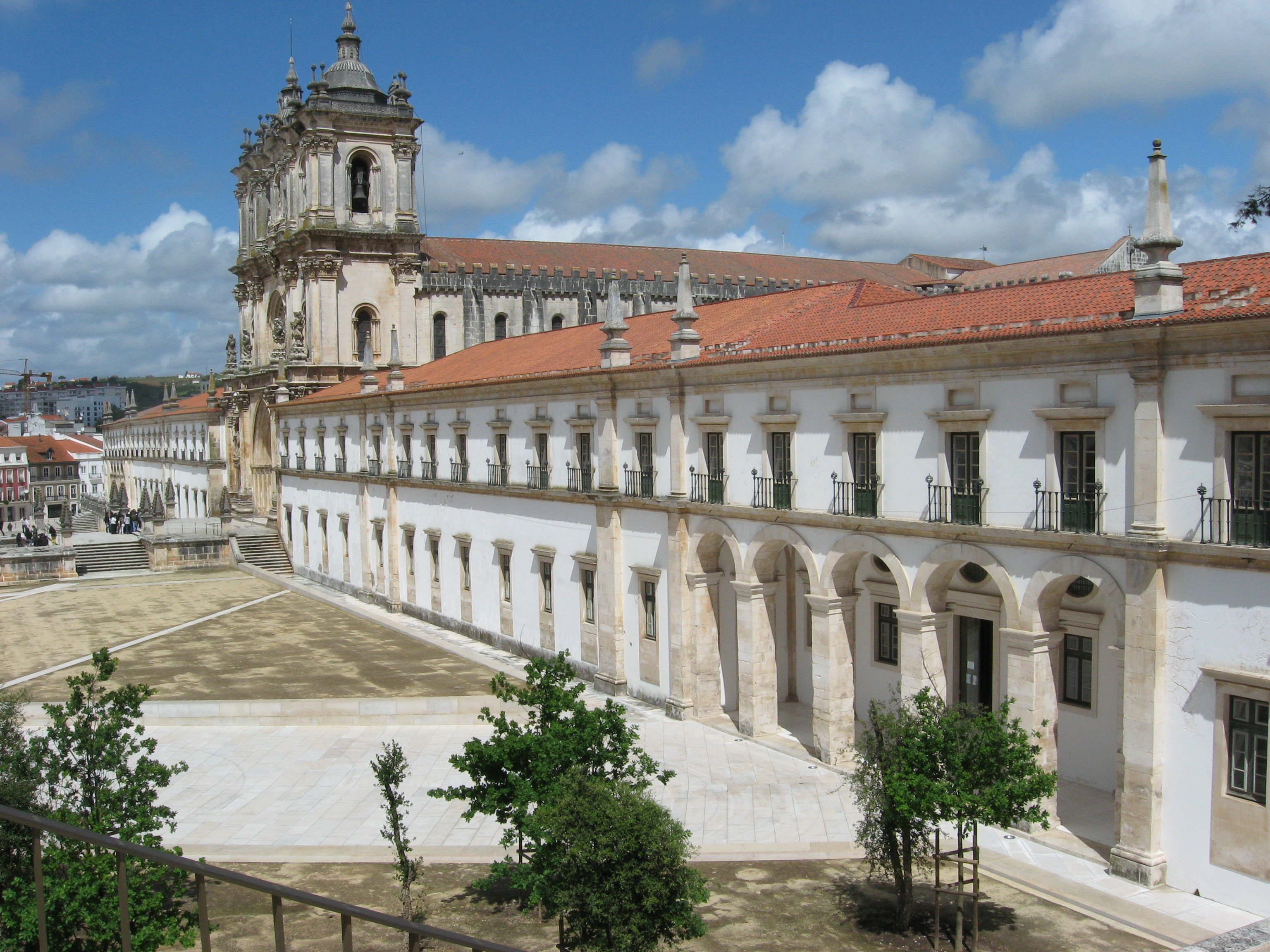
Фасад
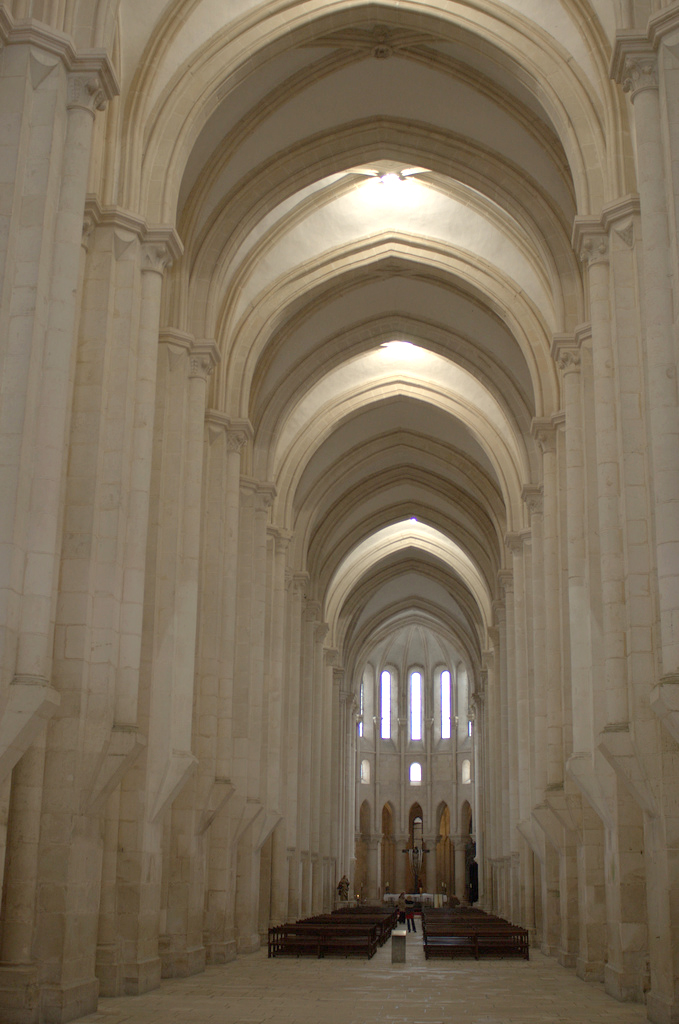
Інтер'єр церкви
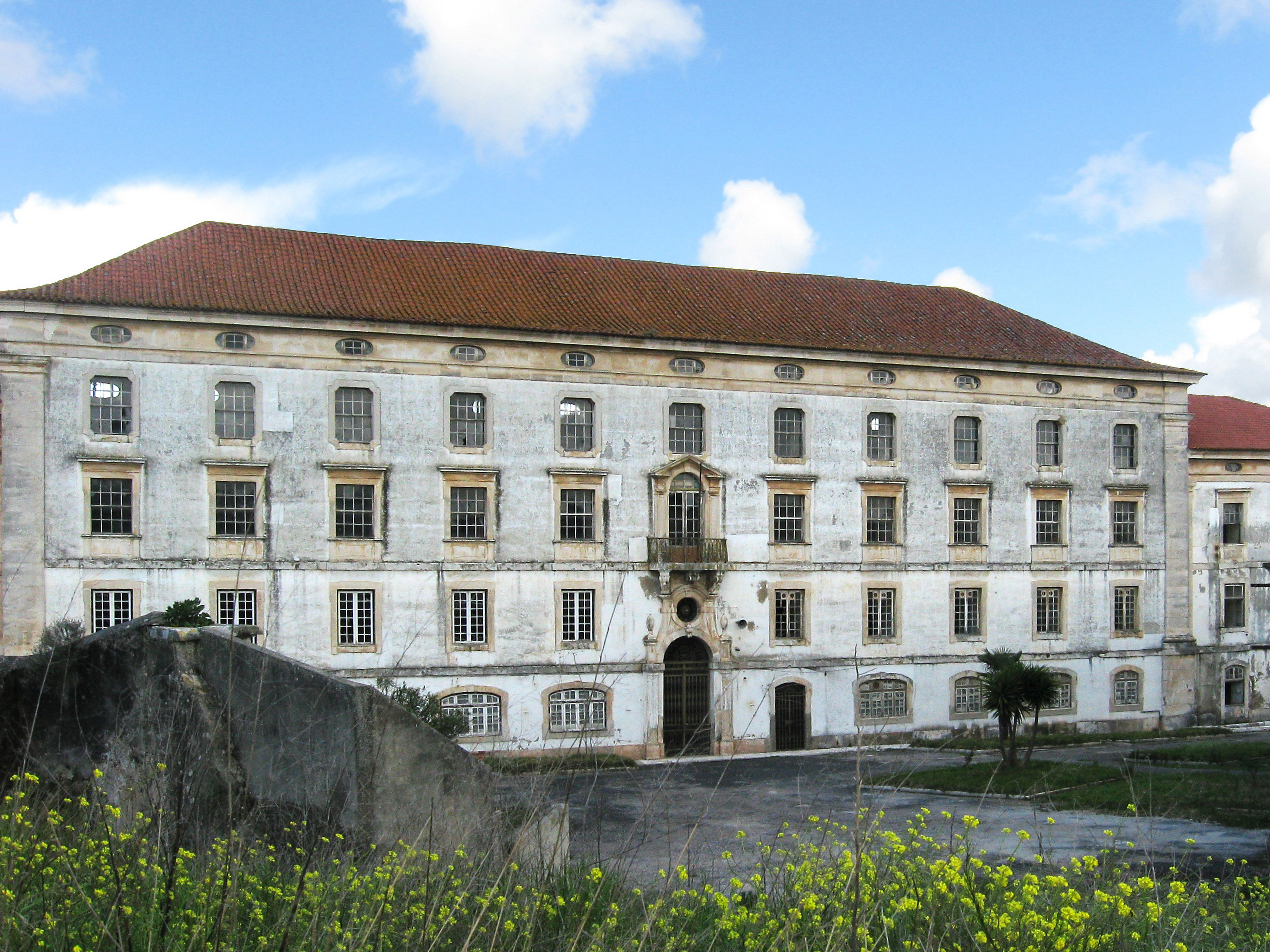
Бібліотека
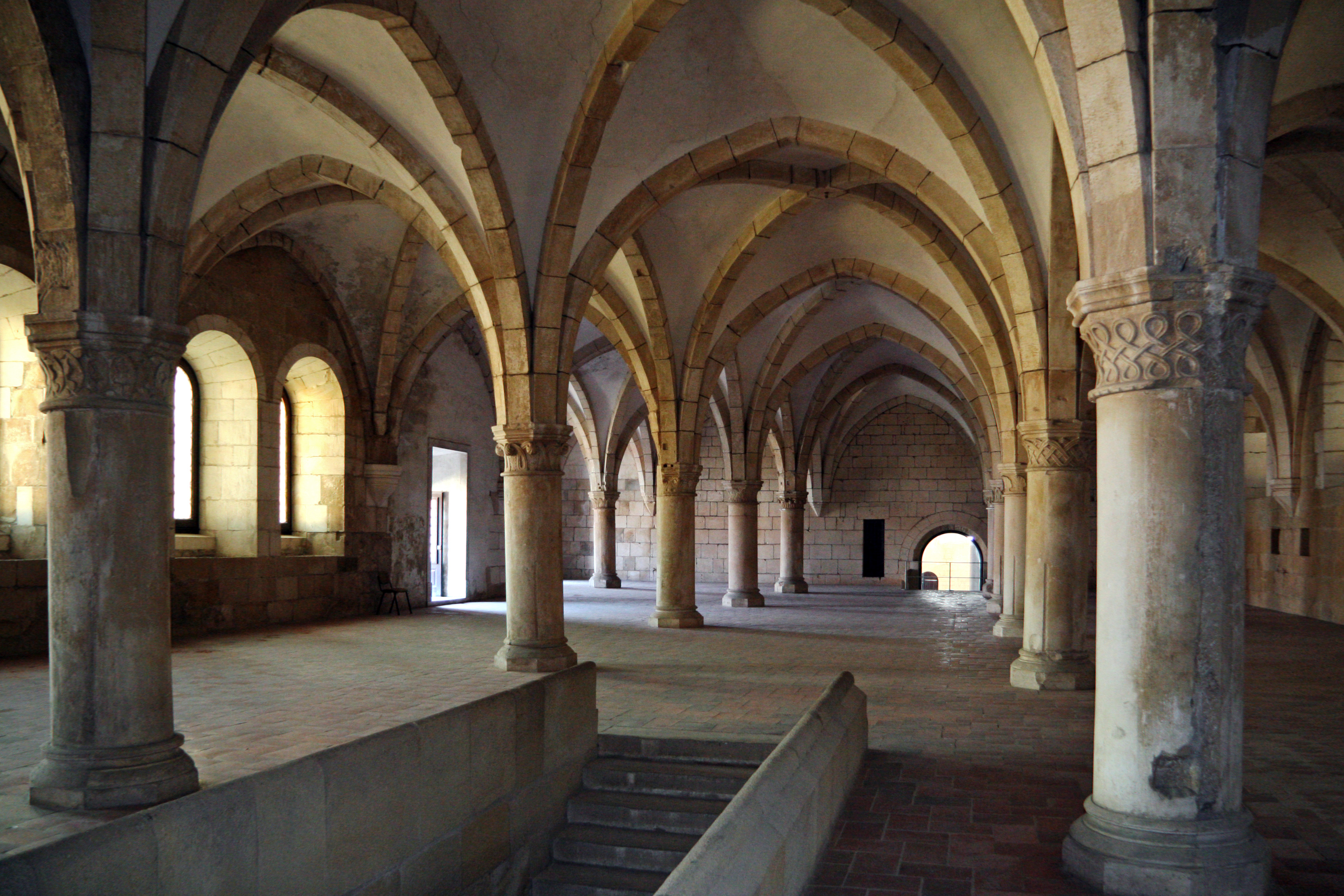
Колишні келії
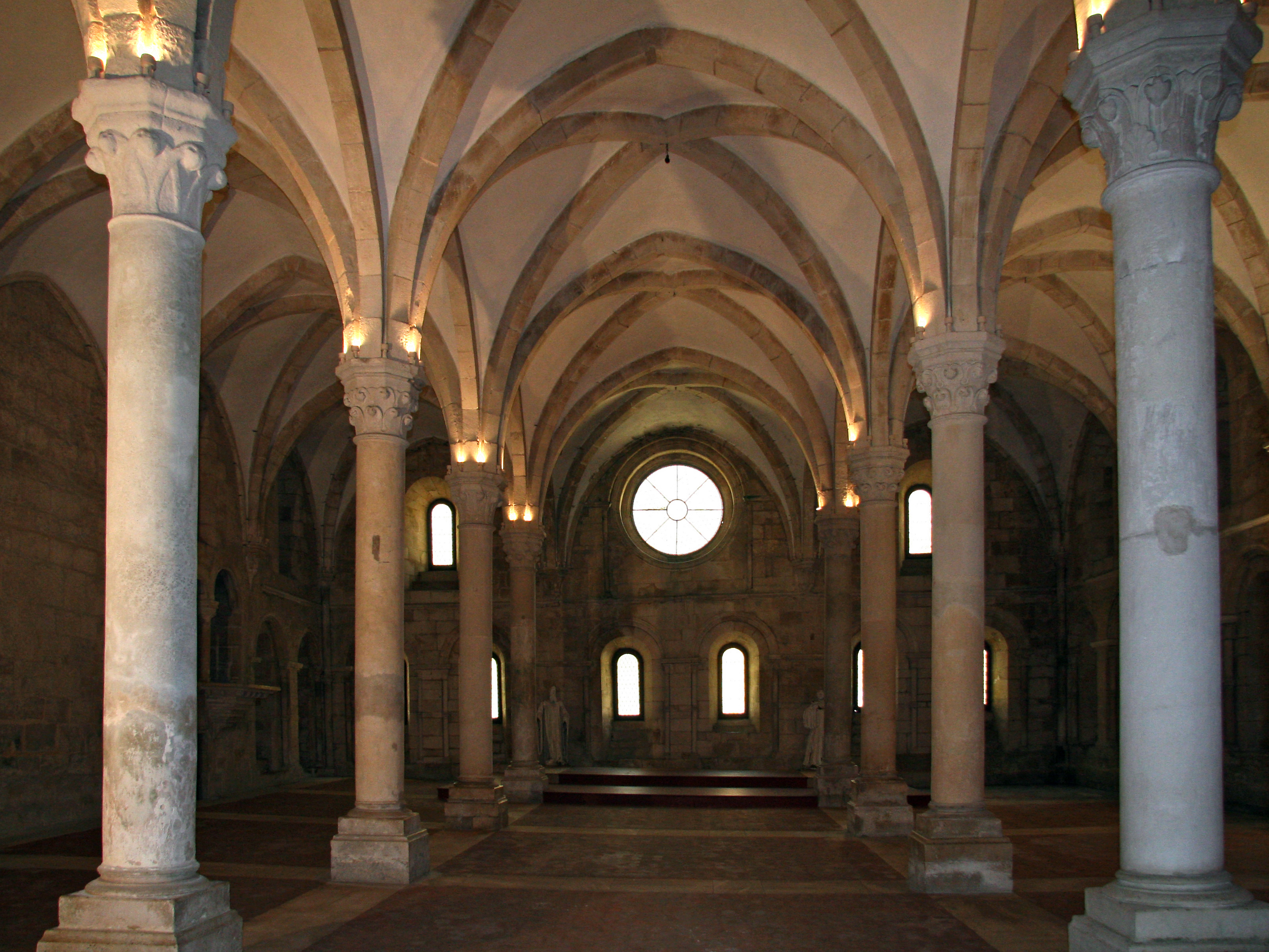
Трапезна
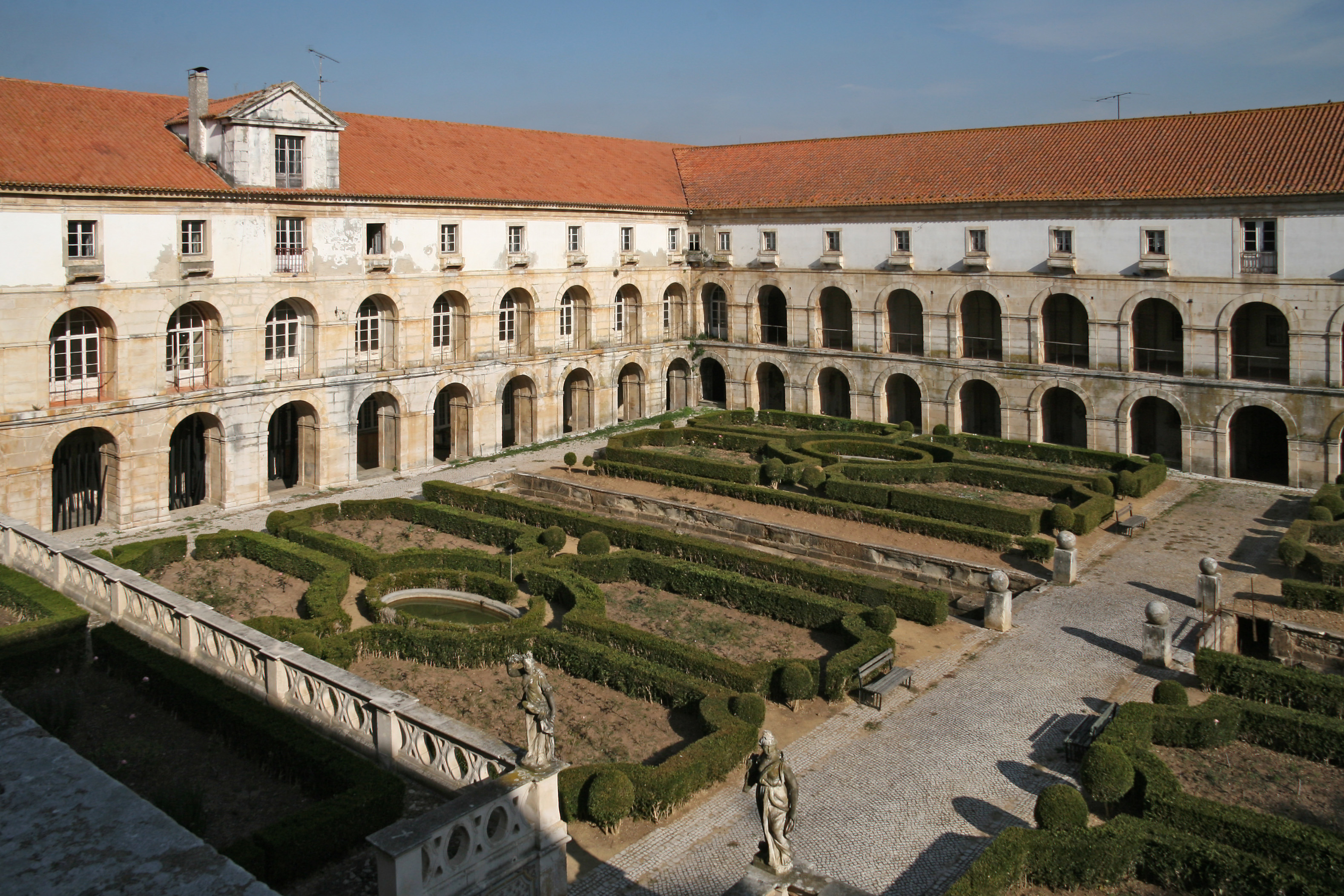
Левадійський клуатр

## Пріори
- ?—1540?: Афонсу, син короля Мануела І, брат Жуана ІІІ.

## Гробниці

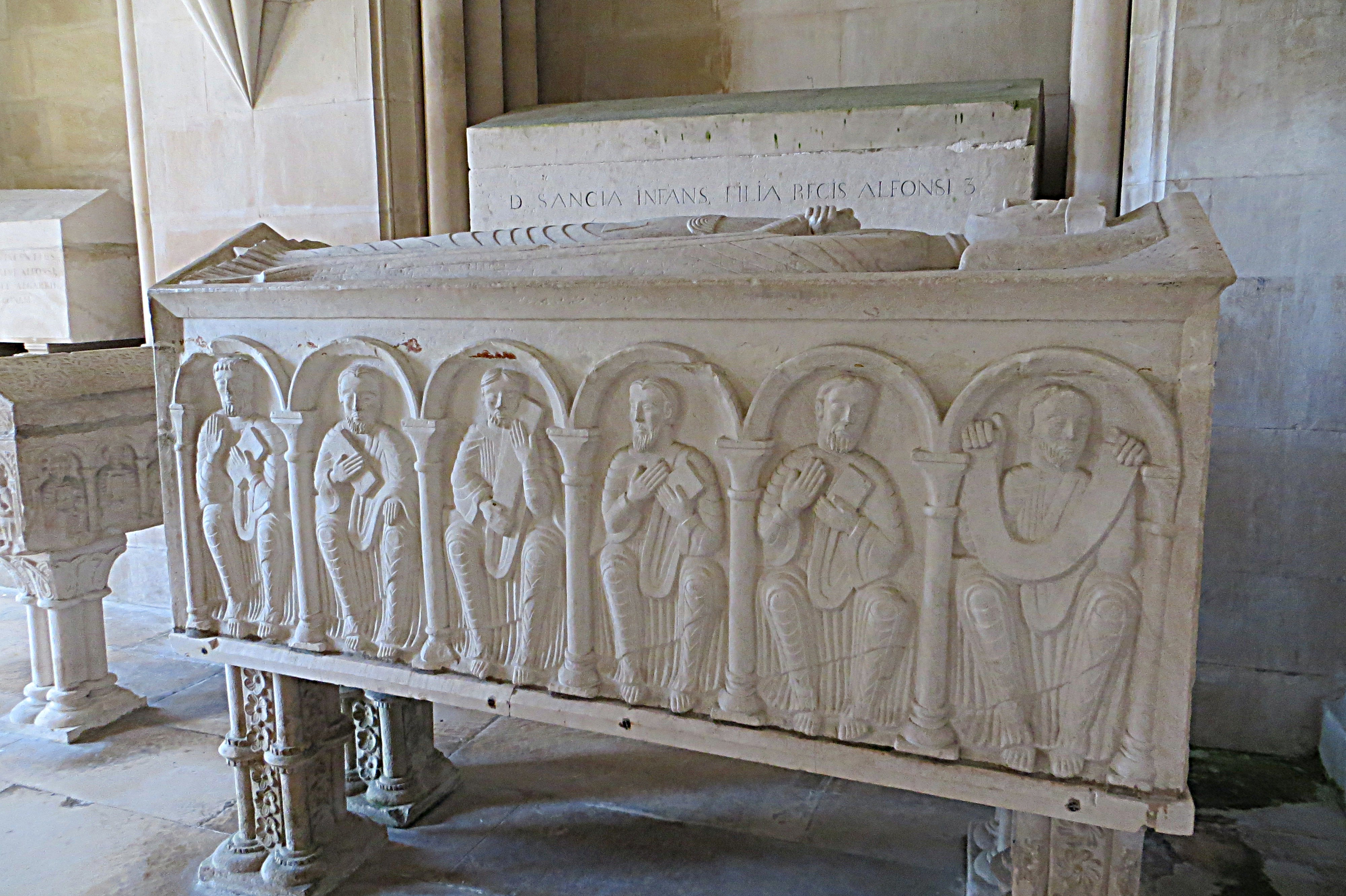
Беатриса Кастильська
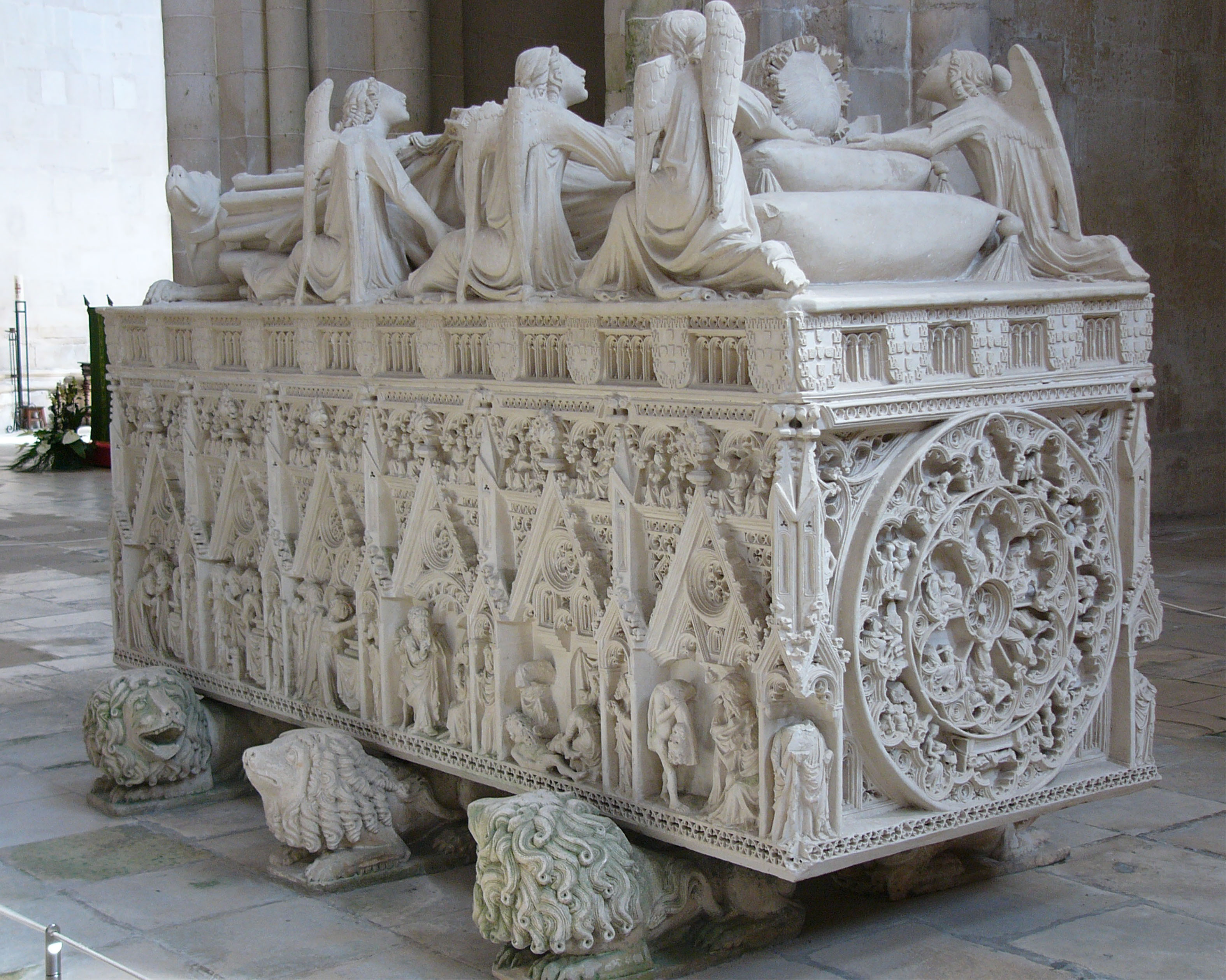
Педру І
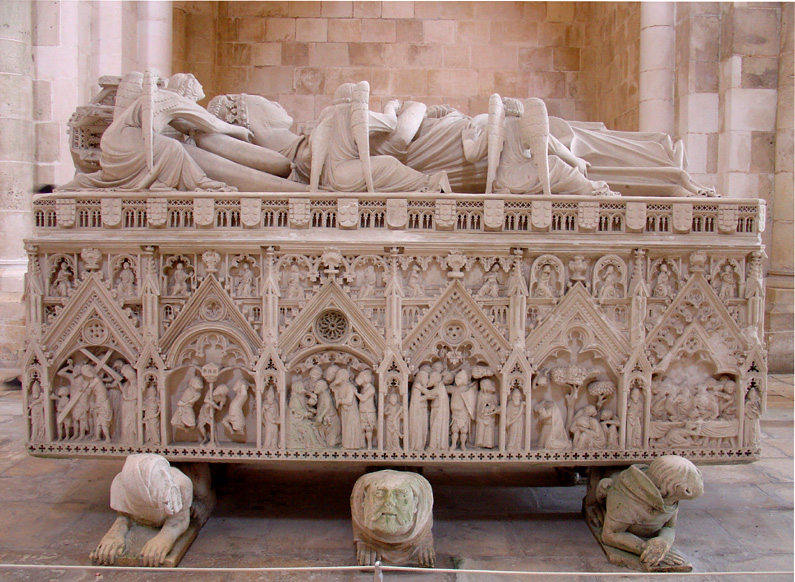
Інес де Кастро